# Tondeuse pour nez et oreilles
Pour d'autres sens du terme « tondeuse », voir Tondeuse.
Une tondeuse pour nez et oreilles est un dispositif mécanique ou électromécanique avec lequel on peut enlever les poils du nez, des oreilles ou encore des sourcils.

## Conception

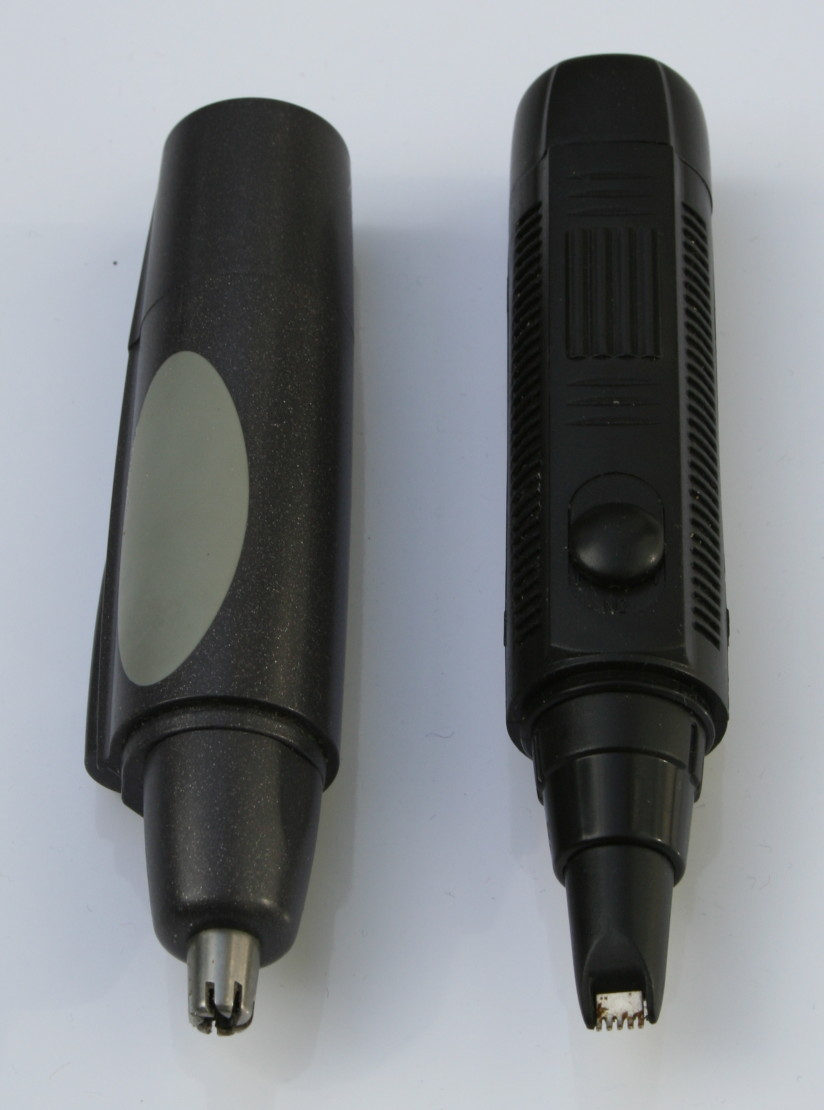
Tondeuses électriques pour nez et oreilles de différents types : à lame tournante (rotor) à gauche, à lame oscillante (peigne) à droite.

Il existe deux principaux types de lames :
- la lame tournante ou rotor ;
- la lame oscillante ou peigne.

Dans les modèles à lame tournante, cette dernière se trouve au milieu d'une « cage » munie d'ouvertures permettant de protéger le nez ou l'oreille, sur le même principe que la grille de protection dans un rasoir à barbe : seuls les poils passant entre les ouvertures de la cage sont coupés.
Dans les modèles à lame oscillante, cette dernière peut blesser le nez ou l'oreille lors d'une manipulation imprudente.
Dans les modèles manuels, on fait tourner ou osciller la lame en actionnant une pièce rotative ou en appuyant sur une manette à ressort. Dans les modèles électromécaniques, la lame est actionnée par un petit moteur alimenté par des piles ou des batteries rechargeables.

## Historique
Aux alentours de 1935, un inventeur du New Jersey du nom de Clark sort la première tondeuse pour nez et oreilles, la Klipette.
L'invention fait un flop commercial, à tel point que Clark doit vendre son entreprise. L'acheteur est un client de la masseuse Elsa Bauml, une nièce de Henry Morgenthau, secrétaire du Trésor des États-Unis.
En 1938, Elsa Bauml et son mari fuient l'Allemagne où ils possèdent une librairie. Le client revend l'entreprise aux Baulm pour 1 200 $, remboursables en 12 versements mensuels.
Les Bauml commercialisent la Klipette via des annonces dans des magazines tels que le National Geographic et le Parade Magazine, en ayant eu soin de préciser que l'arrachage des poils du nez pouvait être la cause d'infections mortelles. Ils vendent également leur tondeuse en tant que grossiste pour salons de coiffure.
Les Baulm restèrent relativement longtemps sans concurrents. Le brevet de la Klipette ayant expiré en 1989, l'un d'eux, PHR Systems, développe avec Groom Mate une copie relativement conforme de l'original. En Allemagne, la protection de la marque "Klipette" fut prolongée de 10 ans. La fin de l'entreprise new-yorkaise  Hollis Co., au début de 2001, marque la fin de la Klipette.
En Allemagne, un produit appelé Klipette DOVO Solingen est toujours en vente actuellement. Les produits concurrents proviennent par exemple de Zwilling J. A. Henckels.

## Anecdote
En 1991, lors de son premier vol aux États-Unis à bord d'un avion de la Delta Air Lines, le comédien allemand Wigald Boning voit que l'on peut acheter un Nosehair Trimmer en duty free. Depuis, il collectionne les tondeuses pour poils de nez dans leur emballage d'origine,.